# 尚特卢莱布瓦
尚特卢莱布瓦（法語：Chanteloup-les-Bois，法語發音：[ʃɑ̃tlu le bwa] ⓘ）是法国曼恩-卢瓦尔省的一个市镇，属于绍莱区。

## 地理
尚特卢莱布瓦（47°5'41"N, 0°41'8"W）面积27.47 平方千米，位于法国卢瓦尔河地区大区曼恩-卢瓦尔省，该省份为法国西部内陆省份，大致对应安茹地区，北起顺时针与马耶讷省、萨尔特省、安德尔-卢瓦尔省、维埃纳省、德塞夫勒省、旺代省、大西洋卢瓦尔省和伊勒-维莱讷省接壤。
与尚特卢莱布瓦接壤的市镇（或旧市镇、城区）包括：科龙、尼阿耶、拉普兰、图勒蒙德、沃赞、伊泽尔奈。

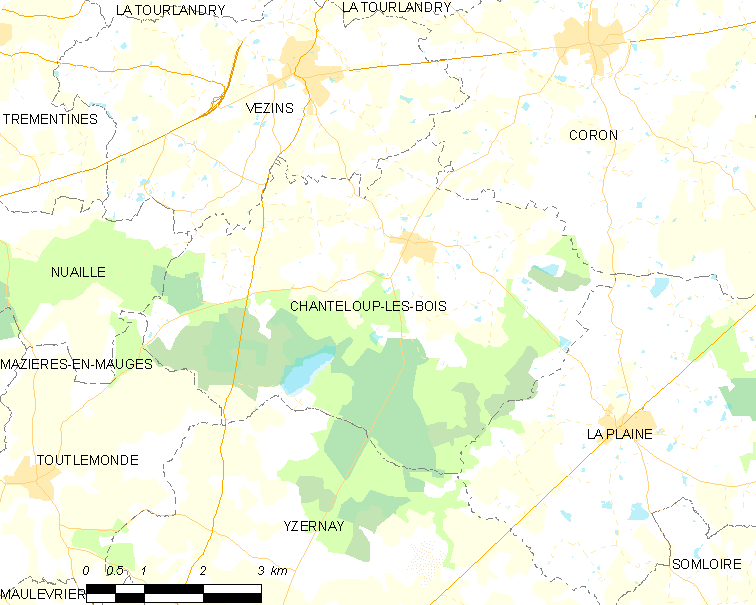
尚特卢莱布瓦的OSM定位图

尚特卢莱布瓦的时区为UTC+01:00、UTC+02:00（夏令时）。

## 行政
尚特卢莱布瓦的邮政编码为49340，INSEE市镇编码为49070。

## 政治
尚特卢莱布瓦所属的省级选区为绍莱第二县。

## 人口

1962-2008年间尚特卢莱布瓦人口变化图示

尚特卢莱布瓦于2022年1月1日时的人口数量为712人。